# Heterotis pobeguinii
Heterotis pobeguinii är en tvåhjärtbladig växtart som först beskrevs av John Hutchinson och John McEwan Dalziel, och fick sitt nu gällande namn av Jacq.-fél.. Heterotis pobeguinii ingår i släktet Heterotis och familjen Melastomataceae. Inga underarter finns listade i Catalogue of Life.